# Dimenticare Venezia
Dimenticare Venezia är en italiensk-fransk dramafilm från 1979 i regi av Franco Brusati.
Filmen var Italiens bidrag till Oscar för bästa internationella långfilm 1980.

## Handling
Släkten samlas runt den döende operadivan Marta i hennes hem: brodern Nicky med sin unge älskare Picchio och systerdottern Anna med sin flickvän Claudia. När Marta sedan dör inser de att de måste växa upp och ta ansvar för sina egna liv.

## Utmärkelser
Dimenticare Venezia vann David di Donatello för bästa film 1979.

## Rollista i urval
- Hella Petri - Marta
- Mariangela Melato - Anna
- Eleonora Giorgi - Claudia
- Erland Josephson - Nicky
- David Pontremoli - Picchio
- Nerina Montagnani - Caterina